# ژیاردیا
'ژیاردیا انگلی از دسته برون‌کافتگان است که در روده باریک انسان و بسیاری از پستانداران زندگی می‌کند. این انگل سبب بیماری روده‌ای همه‌گیر و محلی و اسهال می‌شود.
این تک‌یاخته گلابی‌شکل و دارای چهار جفت تاژک است. این امر شناسایی آن را زیر میکروسکوپ آسان می‌کند.
ژیاردیا در گذشته در دسته پروتوزوآ طبقه بندی می‌شد.

## گونه‌ها
Giardia agilis

Giardia ardeae

ژیاردیا لامبلیا ژیاردیا لمبلیا

Giardia muris

Giardia microti

Giardia psittaci

## چرخه زندگی و همه‌گیرشناسی
به دنبال خوردن کیست‌های موجود در محیط اطراف، این عفونت ایجاد می‌گردد. کیست‌ها پس از ورود به روده باریک باز شده و تروفوزوئیت‌ها از آن خارج می‌شوند. تروفوزوئیت‌ها از طریق تقسیم دوتایی شروع به زیاد شدن می‌کنند. ژیاردیا در دوازدهه باقی مانده و از طریق خون منتشر نمی‌شود. آنها با استفاده از دیسک‌های چسبنده خود به جدار روده می‌چسبند. در برخی حالات خاص به صورت کیست درآمده و در مدفوع دفع می‌شوند. این کیست‌ها قادر به تحمل گرما و خشکی نیستند ولی در آب سرد به مدت چند ماه به حیات خود ادامه می‌دهند. متوسط تعداد کیست دفع شده در انسانها مختلف است ولی به حدود یکصد میلیون کیست در هر گرم از مدفوع می‌تواند برسد. در حالی که خوردن ده کیست می‌تواند عفونت را در فرد جدیدی ایجاد نماید. بنا بر این انتقال این عفونت براحتی صورت می‌گیرد. این عفونت در مهد کودک‌ها شایع است. کیست‌ها از طریق نبود بهداشت فردی، آلوده شدن غذا یا آب به کیست، منتقل می‌شوند. متأسفانه کلر زدن به آب آشامیدنی نمی‌تواند کیست‌ها را از بین ببرد و نیاز به جوشانیدن یا استفاده از فیلتر‌های ویژه برای جدا کردن کیست‌ها از آب آشامیدنی وجود دارد.

## بیماری زایی
علت این که چرا در برخی بیماران علایم شدید و در برخی علایم خفیف یا بدون علامت هستند به درستی شناخته نشده است. بیماران دچار صاف شدن پرز‌های سطح روده باریک و نوعی سوء جذب می‌گردند. بعد از یک دوره ۵-۶ روزه علایم بیماری شروع می‌شوند. البته ممکن است برخی بیماران بدون علامت و به عنوان ناقل بیماری در آیند. علایم اولیه شامل اسهال، دردشکم، آروغ زدن، نفخ، تهوع و استفراغ است. اسهال معمولاً یک هفته طول می‌کشد. وجود خون و موکوس در مدفوع و تب شایع نیست.

## تشخیص
مشاهده کیست یا تروفوروئیت در مدفوع یا روده باریک. کیست‌ها حدود ده میکرون اندازه داشته و دارای چهار هسته می‌باشند. برای تشخیص از آزمایش مدفوع استفاده می‌شود.

## درمان
آنتی بیونیک‌های مترونیدازول و تینیدازول معمولاً در درمان ژیاردیا مصرف می‌شود. نحوه مصرف و درمان ترکیبی با داروها مطابق نظر پزشک معالج است.